# Enciclopedia Brockhaus

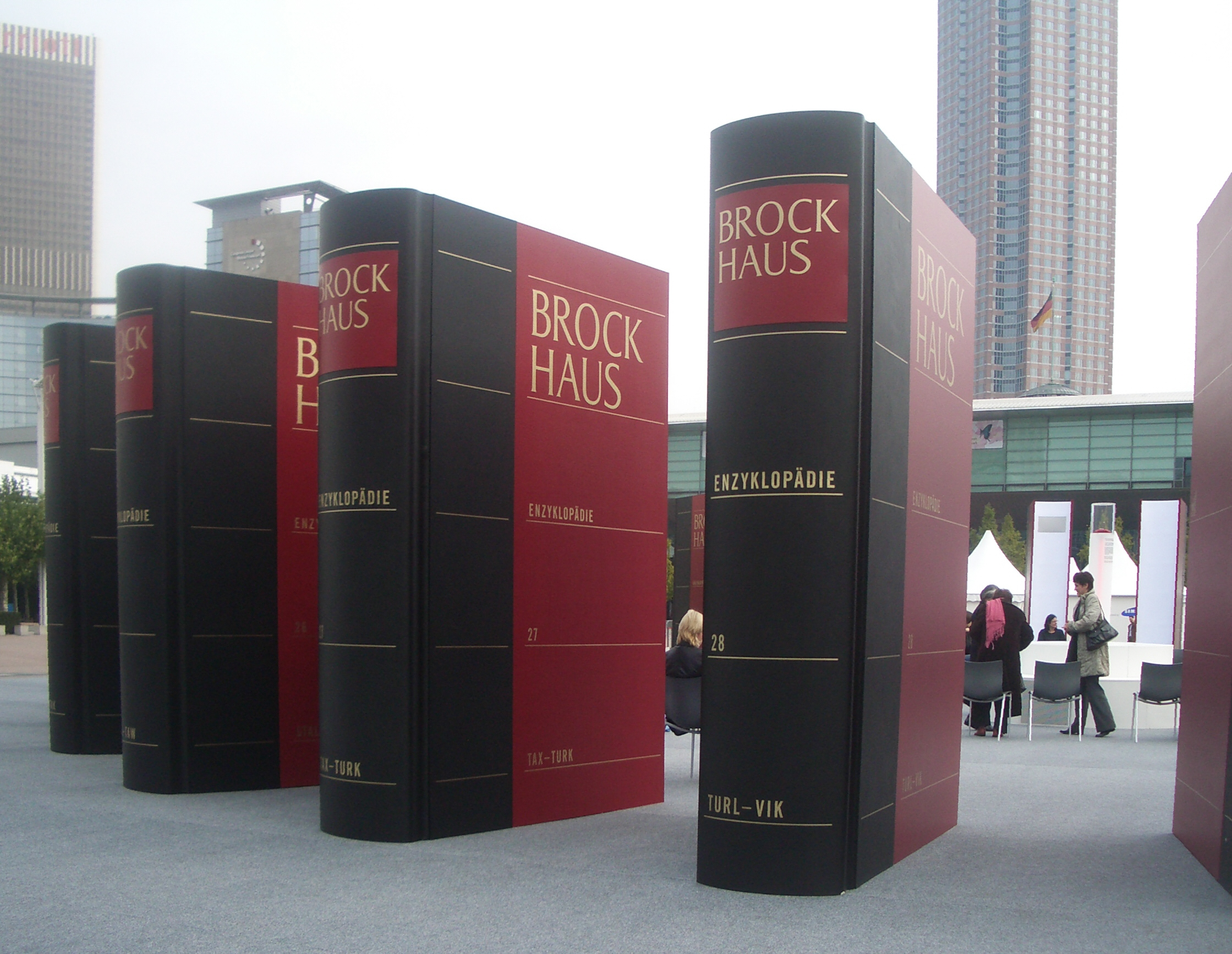
Lo stand Brockhaus alla fiera del libro di Francoforte, 2005

L'Enciclopedia Brockhaus (Brockhaus Enzyklopädie) è un'enciclopedia in lingua tedesca.

## Storia
Pubblicata a Mannheim dall'editore Bibliographisches Institut & F. A. Brockhaus AG, apparve in forma embrionale nel XVIII secolo. Si trattava all'epoca di offrire uno strumento moderno di cultura e conversazione (Conversations-Lexikon mit vorzüglicher Rücksicht auf die gegenwärtigen Zeiten) alle classi istruite. Ben presto dal progetto sarebbe nata, all'inizio del XIX secolo, la vera e propria enciclopedia.
Divenne una delle enciclopedie tedesche più popolari, anche grazie alla versione in un solo volume. A causa della diminuzione delle vendite, per l'aprile del 2008 si era deciso di realizzarne una versione online da consultare gratis e da finanziare con annunci pubblicitari. Secondo quanto dichiarato dagli editori al quotidiano Die Welt, era oramai finita l'epoca in cui si sistemava un'enciclopedia in uno scaffale di un metro e mezzo di larghezza.
In seguito, si è rinunciato ad una pubblicazione in rete - per il febbraio del 2009 l'enciclopedia venne assorbita dalla società Arvato/Wissenmedia GmbH, di proprietà della Bertelsmann, la quale se ne sarebbe separata quattro anni dopo. Infatti, nel giugno 2013 è stato dato l'annuncio che non ne usciranno ulteriori versioni cartacee: dopo 203 anni dalla sua nascita ed edita fino alla sua ventunesima ed ultima edizione. Ciò perché le sue vendite sono drammaticamente diminuite e non è più in grado di competere con Wikipedia. In seguito, il marchio viene acquistato dalla Nationalencyklopedin per mandare avanti il servizio a pagamento online.

## Edizioni
- 1ª (1809)
- 2ª (1812-1819)
- 3ª (1814-1819)
- 4ª (1817-1819)
- 5ª (1820)
- 6ª (1824)
- 7ª (1830)
- 8ª (1833-1837)
- 9ª (1843-1848)
- 10ª (1851-1855)
- 11ª (1864-1868, supplemento 1872-1873)
- 12ª (1875-1879)
- 13ª (1882-1887, supplemento 1887)
- 14ª (1892-1895, supplemento 1897, edizione riveduta 1898)
- 15ª (1928-1935) (Der Grosse Brockhaus)
- 16ª (1952-1957) (Der Grosse Brockhaus)
- 17ª (1966-1974) (Brockhaus Enzyklopädie)
- 18ª (1977-1981) (Der Grosse Brockhaus)
- 19ª (1986-1994) (Brockhaus Enzyklopädie)
- 20ª (1996-1999) (Brockhaus Enzyklopädie)
- 21ª (2005-2006) (Brockhaus Enzyklopädie)